# Csonkamindszent
Csonkamindszent – wieś i gmina w południowej części Węgier.
Administracyjnie Csonkamindszent należy do powiatu Szentlőrinc, wchodzącego w skład komitatu Baranya i jest jedną z 20 gmin tego powiatu.